# Caso Granier y otros (Radio Caracas Televisión) vs. Venezuela
El caso Granier y otros (Radio Caracas Televisión) vs. Venezuela, también conocido como el caso de RCTV ante la CIDH, fue una decisión de la Corte Interamericana de Derechos Humanos, a la cual fue emitida como pronunciamiento su sentencia el 22 de junio de 2015, en la que se declaró responsable a la República Bolivariana de Venezuela por la violación a ciertos derechos, entre ellos la libertad de expresión y discriminación, como fue el caso de RCTV consecuencia al cierre del canal de televisión conocido como RCTV (Radio Caracas Televisión) ocurrido el 27 de mayo de 2007, a raíz de que el Estado decidiera no renovarle la concesión del espectro eléctrico que había sido asignado a RCTV desde su fundación, así como tampoco permitirle la participación administrativa a este medio que expresaba críticas al gobierno. Con respecto a esto, la Corte declaró una violación a los derechos de libertad de expresión y a su vez la violación a los derechos de libertad de expresión en relación con el deber de no discriminación. Por último, el Tribunal encontró violados los derechos a un debido proceso, al plazo razonable y a ser oídos.

## Antecedentes a los hechos (2001-2003)
Posterior al paro nacional de 24 horas en el año 2001, en Venezuela se agudizó la polarización. Entre febrero y abril los gerentes de PDVSA iniciaron protestas por el nombramiento de Parra Luzardo invocando el argumento de la meritocracia. Cuando la CTV anunció el comienzo del paro general para el 9 de abril de 2002, trabajadores petroleros y Fedecámaras respaldan tales acciones. Sin embargo, el 7 de abril, en cadena de radio y televisión, el presidente Chávez despidió a gerentes y directivos de PDVSA. Los venezolanos que rechazan las decisiones del gobierno comenzaron a salir a las calles y no fue hasta la tarde del 11 de abril que la abandonaron.
RCTV, fue uno de los medios que fijó una fuerte postura en contra de las acciones del gobierno, asimismo no fue el único medio que decidió acatar el segundo paro nacional cívico convocado por Fedecámaras y la CTV. El 9 de abril distintas estaciones de radio y televisión cancelaron su programación habitual para transmitir entrevistas y noticias. Las cuñas publicitarias desaparecieron de los cortes comerciales porque los canales decidieron sumarse al paro nacional. En cada segmento se destaca la propaganda antichavista, además de promover los llamados a tomar las calles elaborados por la oposición. Cada convocatoria desbordó las expectativas de asistencia.
El 11 de abril, RCTV, Globovisión, Venevisión, Televen y distintos canales de televisión nacional transmitieron los hechos en vivo de aquella manifestación cuyo rumbo inicial era hacia PDVSA, pero por directrices de dirigentes de oposición cambió a Miraflores. Cuando la protesta llegó al puente Llaguno, Venevisión mostró imágenes de afectos al oficialismo disparando a los manifestantes. 

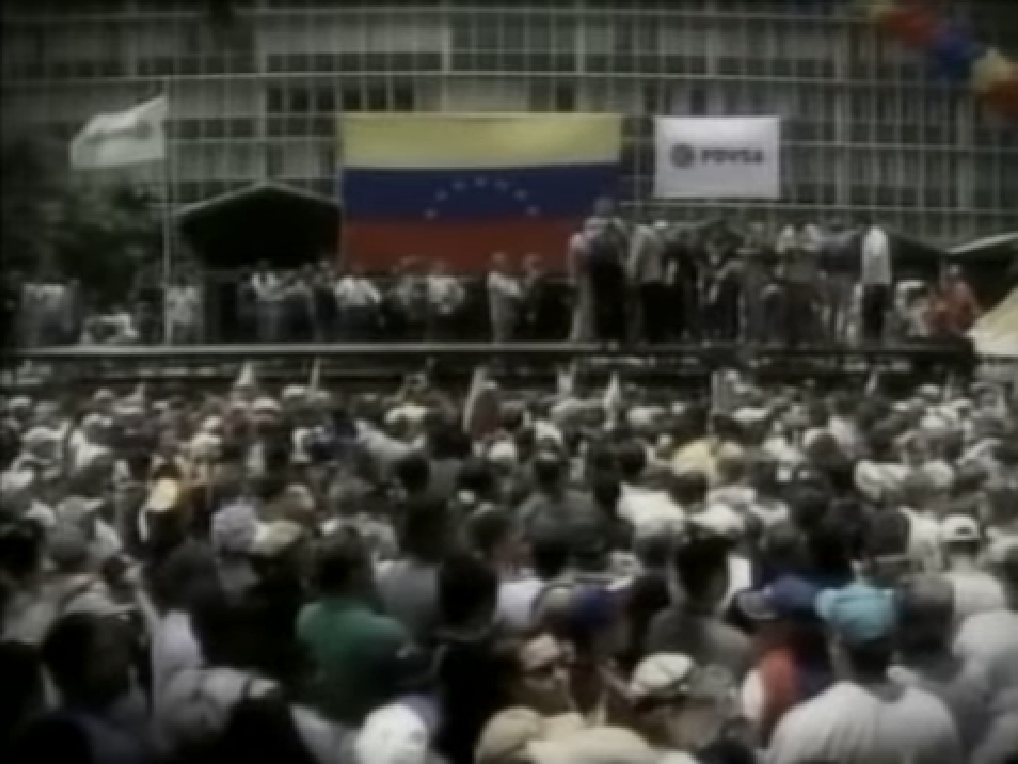
Marcha hasta Chuao el 11 de abril de 2002.

A la llegada de la manifestación, Hugo Chávez ordenó una transmisión en cadena nacional para tratar de llamar a la calma, RCTV y Venevisión decidieron dividir sus pantallas a fin de mostrar los hechos que se suscitaban y la cadena del mandatario nacional. Durante los hechos ocurridos durante la madrugada del 12 de abril de 2002, muchos medios no transmitían debido a que habían recibido la orden de no hacerlo, sin embargo, RCTV decidió mostrar lo que sucedía, con una marcada postura en contra del gobierno.
Durante 2002 y 2003, muchos medios fueron cerrados, comprados y muchos otros cambiaron radicalmente su línea editorial a fin de que no fueran sancionados. Pero RCTV mantuvo su programación tradicional. A raíz de esta decisión, directivos del canal recibían constantes amenazas públicas y anónimas. El 12 de enero de 2003, el presidente Chávez hizo la siguiente advertencia al país: “Así lo adelanto a Venezuela. He ordenado revisar todo el procedimiento jurídico a través de los cuales se les dio la concesión a estos señores. La estamos revisando y si ellos no recuperan la normalidad en la utilización de la concesión, si ellos siguen utilizando la concesión para tratar de quebrar el país o derrocar el gobierno, pues yo estaría en la obligación de revocarles la concesión que se les ha dado para que operen los canales de televisión”. y el 27 de enero, el presidente declaró “no se extrañen si dentro de poco en Venezuela comenzamos a cerrar los canales de televisión”.
A partir de 2005 desde el Centro Nacional de Noticias, salían avances que interrumpen la programación de RCTV en materia de información y transmisiones especiales a motivo del proceso electoral.
Luego de la aprobación de la Ley de Responsabilidad en Radio y Televisión, desaparecieron distintos programas de opinión de Venevisión. de igual manera, dicha medida comenzó a propagarse en distintos medios. En RCTV los periodistas decidieron mantener una postura crítica informando sobre las medidas administrativas del Gobierno.

## Movimientos ocurridos[1]
La corte concluyó que los hechos del caso se dieron bajo un panorama de tensión y negatividad posterior al golpe de Estado que ocurrió en el país en 2002, especialmente durante el paro petrolero que duró 62 días entre diciembre de 2002 y enero de 2003, y al comportamiento que los medios de comunicación tuvieron durante esos días. Se generó una polarización política que se manifestó mediante una notoria tendencia a la racionalización de la postura de los sectores involucrados. Por esta razón el Tribunal consideró probado “un ambiente de intimidación” hacia el medio de comunicación, que se generó por las declaraciones de altas autoridades del gobierno venezolano contra los periodistas.
RCTV era un canal de televisión abierta con cobertura nacional en Venezuela desde el año 1953. El medio transmitía programas de entretenimiento, información y opinión, y mantenía una línea editorial muy marcada hacia la oposición del gobierno de Hugo Chávez. Antes de que lo sacaran del aire, era el canal que contaba con más espectadores, era sintonizado por la mayoría de la población venezolana, aproximadamente el 85,44 %. Radio Caracas Televisión tenía la concesión bajo el Decreto 1.577 de 1987, que había sido renovada por el Estado. Operaba como televisión abierta y podía utilizar el espectro radioeléctrico correspondiente, por 20 años, es decir, hasta el 27 de mayo de 2007.
A partir del año 2002 el gobierno venezolano, incluido el presidente Chávez, emitió declaraciones de que no se iba renovar la concesión a RCTV. En 2006 se hicieron oficiales. En febrero de 2007 comenzó una campaña por parte del Estado contra el canal, para explicar la razón de porque no habría renovación. Esta se realizó a través de notas en los periódicos, pinturas en los muros y afiches en las instalaciones de las oficinas públicas.
El 5 de julio de 2002, RCTV solicitó formalmente, de acuerdo con el cronograma establecido por la Comisión Nacional de Telecomunicaciones (CONATEL), que su título de concesión fuera transformado al nuevo régimen de la LOTEL (Ley Orgánica de Telecomunicaciones, adoptada en el 2000). CONATEL no consideró la solicitud de transformación dentro del plazo de dos años, establecido en el artículo 210 de la LOTEL, sino que dio respuesta en marzo de 2007. En enero del año 2007, miembros de RCTV, asistieron a CONATEL, solicitando nuevos títulos de concesión.
El 24 de enero de 2007, el ministro Jesse Chacón, encargado del Ministerio del Poder Popular para las Telecomunicaciones y la informática (MPPCTI) y CONATEL, emitieron la comunicación N.º 0424 del 28 de marzo de 2007, la cual contemplaba la decisión de no renovar la concesión a RCTV. Así como también se dio a conocer la resolución N.º 002 del 28 de marzo de 2007, mediante la cual se eliminó el procedimiento administrativo correspondiente.A partir de dos solicitudes de amparo, el 25 de mayo de 2007 el Tribunal Supremo de Justicia, ordenó dos medidas cautelares, en las cuales le asignó a CONATEL el derecho de uso de los bienes de propiedad de RCTV con la finalidad de que la Fundación Televisora Venezolana Social (TVes) contará con el lugar para su transmisión nacional.

## Medidas judiciales antes del cierre
1. Acción de amparo constitucional: fue declarada inadmisible el 17 de mayo de 2007 por el TSJ, se manifestó que los agraviados contaban con otra vía judicial idónea para impugnar los actos administrativa
2. Recurso contencioso administrativo de nulidad en conjunto un amparo cautelar y unas medidas cautelares innominadas: fue propuesto en 2007 por un grupo de periodistas y directivos del canal. Ese mismo año se comenzó con la recaudación de pruebas pero hasta la fecha de la presente sentencia no ha sido resuelto.
3. Oposición a las medidas cautelares dictadas por el TSJ: pendiente respuesta hasta la fecha.
4. Denuncias penales: en 2007 RCTV denunció ante la Fiscalía Superior de la Circunscripción Judicial del Área Metropolitana de Caracas, el medio solicitó la apertura de una investigación penal por delitos contra el patrimonio y otros delitos que están contemplados en la Ley contra la Corrupción. En 2008 está investigación fue cerrada puesto que el Juzgado Quincuagésimo Primero de Control del Circuito Judicial Penal del Área de Caracas declaró con lugar la solicitud de desestimación formulada por la fiscalía. Radio Caracas Televisión apeló esta decisión pero también fue desestimada.

## Breve enlace a la historia
El 27 de mayo de 2007 a las 11:59 p. m. se venció la concesión al canal pionero de Venezuela, RCTV. Fundado el 15 de agosto de 1953 por William Phelps Jr. Actualmente es reemplazado por la señal de Tves.

## Acontecimientos
El presidente de ese entonces, Hugo Rafael Chávez Frías informó en diciembre de 2006 a las 7pm que no otorgaría la renovación de concesión al canal, ya que el mismo atentaba contra las ideas del presidente y la nación en general. Radio Caracas Televisión contaba sus últimos días en señal abierta, a raíz de su alegada posición durante el golpe de Estado de 2002, y por haber respaldado el paro petrolero de 2002-03.

## Acusaciones nacionales
Los directivos de RCTV en conjunto con el canal de noticias Globovisión, declararon que en ese año no se vencía la licencia y que por el contrario tenía vigencia hasta el año 2021, dichas declaraciones fueron apuntados como no válidas y que todos los miembros de dicho canal deberían acatar a lo dictado por el presidente Chávez.
Por otro lado, los opositores y varios artistas llevaron a cabo protestas en donde se exigía la libertad de expresión, ya que el canal estaba señalado para censurar y cerrar su señal. En enero de 2007 los directivos de RCTV enviaron una carta al ministerio de Telecomunicaciones e Informática, que fue respondida tarde, en marzo.

## Mirada internacional

### Acusaciones internacionales
Un mes antes del cierre del canal RCTV, el 20 de abril del 2007, la Comisión Interamericana de Derechos Humanos de la OEA informó a dicho canal que había tomado la decisión de interponer una demanda ante la Corte Interamericana de Derechos Humanos (CorteIDH), contra el gobierno de Venezuela y su presidente Chávez.
El gobierno de Venezuela toma la postura de retirar a país de la corte.
Por otro lado, varios países se pronunciaron entre ellos Uruguay, estos emitieron fuertes declaraciones en rechazo al cierre de RCTV. Jorge Gandini, diputado en e Uruguay afirmó que «el gobierno de Venezuela se apresta a aplicar una interpretación arbitraria de su legislación para censurar para siempre a un medio de comunicación de enorme prestigio como es Radio Caracas Televisión».

## Medidas preliminares
Venezuela presentó dos excepciones preliminares:
1. La presunta incompetencia de la Corte para la protección de personas jurídicas: el Tribunal consideró que las presuntas violaciones a los derechos consagrados en la Convención, son alegadas respecto a afectaciones a los accionistas y trabajadores como personas naturales, por lo que encuentra improcedente la excepción preliminar de incompetencia interpuesta el Estado.
2. La presunta falta de agotamiento de los recursos internos: fue desestimada por cuanto la jurisprudencia constante de la Corte ha establecido que dicha excepción debe ser presentada durante la etapa de admisibilidad ante la comisión, pues de no ser así se configura el desistimiento tácito a la excepción.

## Fondo

### Libertad de expresión y principio de no discriminación
La Corte Interamericana a pesar de reconocer la potestad y necesidad que tienen los Estados de regular la actividad que tengan los medios de comunicación, resalta que esto solo es válido cuando se respeten las pautas que impone el derecho de libertad de expresión. La CIDH toma en cuenta que el pluralismo de las ideas no se puede medir a través de la cantidad de difusiones radioeléctricas, sino de que las ideas y la información que se transmita sea efectiva y sin ningún tipo de parcialidad política o ideológica, además de que sean abordadas de distintas posturas sin que exista una visión única. Si se regulan las concesiones a los canales la CIDH reconocerá que el otorgamiento de las mismas no sea por medidas arbitrarias.
En el presente caso, el Tribunal notó que los peticionarios solicitaron en dos oportunidades, el 6 de mayo de 2002 y 24 de enero de 2007, a CONATEL que se transformaran los títulos y que se procediera a seguir con el procedimiento de renovación de concesión, los cuales no fueron llevados a cabo. La Corte consideró entrar a establecer si dichas actuaciones constituyeron una restricción indirecta prohibida en el artículo 13.3 de la Convención. Recordó además que la protección del pluralismo no es solamente un fin legítimo, sino además imperioso.
La Corte hizo un recuento de las declaraciones públicas realizadas desde 2002 por funcionarios venezolanos respecto a que no serían renovadas las concesiones de algunos medios privados, con el objetivo de encontrar motivos suficientes para declarar el cese a la concesión del canal privado. Se descubrió que desde el 2002 se venía advirtiendo a los canales privados que cambiarán su línea editorial o no se les renovaría la concesión, amenazas que fueron acrecentando a medida que llegaba el año 2007.
Con esto de concluye que: la decisión fue tomada con bastante anterioridad y fue dada una orden a CONATEL junto al Ministerio para la Telecomunicación desde el poder ejecutivo. Las declaraciones públicas hechas por funcionarios del gobierno revelan que los verdaderos motivos por el cese de la concesión fueron:
- La no modificación de su línea editorial después del golpe de Estado del 2002
- Hacer caso omiso a las advertencias
- Las alegadas actuaciones irregulares que hizo RCTV

Con respecto al primer y segundo punto, la Corte consideró que no se puede condenar el derecho a la libertad de expresión con base en la distinta posición política que pueda generar una determinada línea editorial a un gobierno. Con respecto a las actuaciones irregulares, el Tribunal consideró contradictorio que se señale y acuse unas cosas distintas a las expuestas en la comunicación Número 0424.

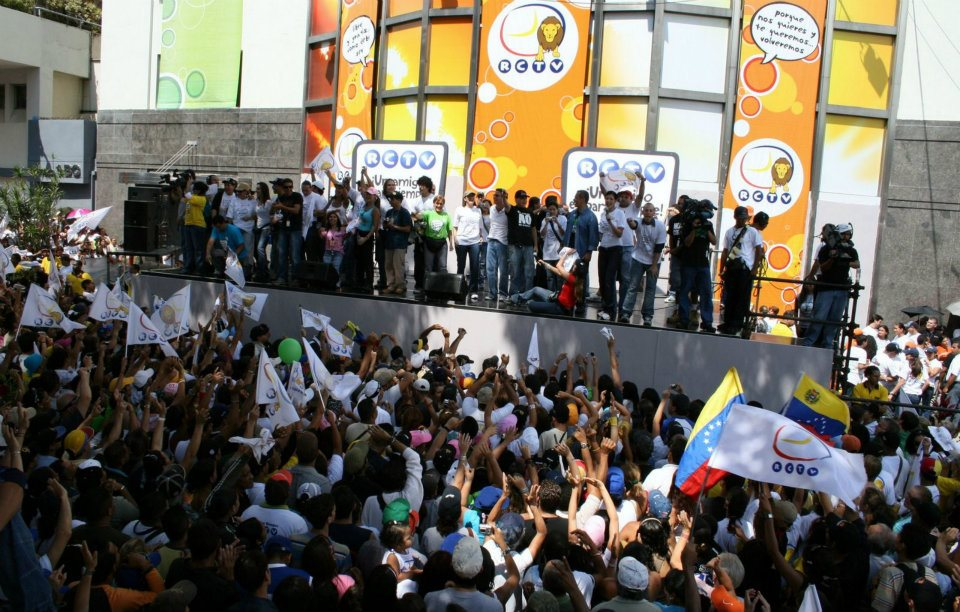
Protestas a favor de RCTV y en rechazo al cierre.

La Corte expresó que los hechos del presente caso implicaron una desviación de poder, ya que se aprovechó un poder del Estado con el objetivo de manipular una línea editorial propia de un canal privado, para que siguiera los lineamiento exigidos que favorecerían al gobierno, por esto se manifestó que la libertad de expresión fue impactada por un desvío de poder y que no solo se verían afectados trabajadores del lugar sino que se buscaba acallar voces críticas a los lineamientos del gobierno. Se probó en este caso que se configuró una medida desfavorable al ejercicio del derecho a la libertad de expresión.La Corte concluyó que en el presente caso hay elementos que implican un trato discriminatorio el hecho de reservarse la porción del espectro radioeléctrico asignado a RCTV que tiene como base la aplicación de una de las categorías prohibidas de discriminación contempladas en el artículo 1.1 de la Convención Americana. Debido a esto la Corte considera que el Estado es responsable de la violación del derecho a la libertad de expresión establecido en el artículo 13 en relación con el deber de no discriminación.
Días antes del cierre
Los días lunes 21, jueves 24 y viernes 25 se vio la unión de comunicadores y estudiantes de universidad como UCAB, USM y UCV para luchar contra el cierre de transmisión.
Estudiantes de la Central se juntaron e idearon varias protestaron en los pasillos de sus aulas, así como decidieron tomar la Autopista Francisco Fajardo FF de Caracas, en rechazo a la decisión del cierre y no renovación de la licencia de RCTV. La Universidad Simón Bolívar, apuntó al tráfico de su zona, desde tempranas horas estos estudiantes se encontraban en las cercanías de la universidad, para demostrar su apoyo y máxima compresión con la casa pionera de tv RCTV y a la libertad de expresión en Venezuela. Estudiantes de la UCAB no dejaron de formar parte de este acontecimiento, fue así como mostraron su gran descontento por el inminente e injusto cierre de RCTV y expresaron su defensa a la libertad de expresión, que debe cumplirse sin importar la ideología política. Los manifestantes se concentraron en las puertas de la dicha Universidad, en la avenida principal de Montalbán, y lanzaron consignas a favor de la libertad de expresión.
Personas de distintos estados viajaron a la capital para protestar y hacer que el gobierno cambiaría de opinión.
El 25 de mayo a las 2 p. m., el Tribunal Supremo de Justicia reafirmó su posición y no cedió a las peticiones por parte de la directiva RCTV. Asimismo recordó que el 27 de mayo a las 11:59 p. m. Radio Caracas Televisión debería apagar sus equipos sin discusión alguna.
Se empezó a hablar del nuevo canal que tomaría ese lugar, Tves (Televisora Venezolana Social) un canal nuevo y que necesitaba el país, además RCTV debía ceder absolutamente todos sus equipos a la nueva frecuencia. Dicho nombramiento no se llevó a cabo y se dio vuelta atrás, dejando al canal con sus equipos a pesar del cierre. Un día antes del cierre, RCTV estuvo transmitiendo programación especial que resumía sus 53 años al aire en un estudio donde se encontraban todos sus trabajadores.

### Garantías judiciales y protección judicial
RCTV, en el intento de renovar la concesión y transformar los títulos, aplicó ciertos procedimientos administrativos fallidos ya que fueron derogados por el Estado inmediatamente. Todos los esfuerzos de callar a este medio sirvieron para sacarlo del aire. La Corte indicó que de haber sido constante el cumplimiento del procedimiento, quizás, hubiese sido más cuesta arriba el cierre del canal de forma arbitraria.
Con el fin de prolongar el plazo del cierre del medio y anularlo, el Estado estableció medidas cautelares indefinidas sin excusarse. Este caso se encuentra pospuesto desde junio del 2008, es decir casi nueva años desde el inicio del proceso. El plazo razonable de la realización del trámite, según la Corte, y esto es una grave violación por parte del Estado.
Según indica la Corte, el Estado no violó el artículo 8 de la Convención ya que a los dueños del canal RCTV se les dio la oportunidad de apelar y defenderse con los documentos pertinentes. Se estima que los bienes del canal fueron incautados más que por una causa específica, podría estar relacionado con la imparcialidad y falta de independencia del Tribunal Supremo de Justicia. Esta falta de justicia dejó vulnerable e impactando al país en el ámbito de ser oído y el derecho de un proceso judicial en un plazo razonable.
Finalmente con respecto al amparo constitucional y el amparo cautelar, el primero no fue violado gracias a que el TSJ solo se demoró tres meses en dar respuesta y este lapso de tiempo no se considera tan lejano. Por otro lado el segundo amparo, según indica el Tribunal, el tiempo transcurrido entre su presentación y su resolución no indicó ningún efecto en el resultado de la protección de presuntas víctimas involucradas puesto que este fue resuelto antes del cierre de RCTV.

### Derecho a la propiedad y comunicación
La Convención Americana sobre Derechos Humanos en su artículo 21, denominado Derecho a la Propiedad Privada, expresa que “toda persona tiene derecho al uso y goce de sus bienes, pero la ley puede subordinar tal uso y goce al interés social; ninguna persona puede ser privada de sus bienes, excepto mediante el pago de indemnización justa, por razones de utilidad pública o de interés social y en los casos y según las formas establecidas por la ley; tanto la usura como cualquier otra forma de explotación del hombre por el hombre, deben ser prohibidas por la ley”.

#### Sobre la no renovación de la concesión a RCTV para el uso del espectro electromagnético
En ese sentido, es necesario comprender que la CIDH confirmó que el espectro radioeléctrico es un bien público que pertenece o está bajo el dominio del Estado, por lo cual la titularidad del mismo no puede ser reclamada por individualidades, en otra palabras, era decisión exclusiva del gobierno otorgarle o no la renovación de la concesión a RCTV, dejando a un lado las consecuencias de los resultados de esta.
El Estado no estaba obligado a renovar la concesión y los pagos o beneficios económicos que hubieran podido recibir los socios a raíz de una posible renovación de dicha concesión, no pueden considerarse como bienes adquiridos que formen parte del patrimonio de los accionistas o que puedan ser protegidos por el artículo 21 de la Convención América.

#### Sobre las medidas cautelares impuestas por la Sala Constitucional
El órgano judicial aludió al hecho de que por ser personas jurídicas las implicadas en el caso de RCTV, no está capacitada o apta para examinar o investigar las supuestas violaciones a la Convención, por ello es incapaz de analizar las consecuencias que se originaron de la obligación de medidas cautelares impuestas a los bienes que eran propiedad de la planta televisiva venezolana, ni comprobar si dichas medidas han violado o no la propiedad de la persona jurídica de la empresa. Por lo tanto, la CIDH se dedicó a determinar el posible efecto que tales medidas cautelares habrían causado de manera directa sobre el patrimonio de los accionistas, es decir, las acciones de las cuales son dueños.

#### Sobre la posible afectación al valor de la acción de propiedad de los socios de RCTV

Imagen de TVes, canal del Estado que entraría a la parrilla número 2.

Con relación a esto, la Corte consideró que la estructura de los dueños de las acciones está constituida de forma muy compleja, debido a que está conformada por una sociedad muy amplia y diversa de personas jurídicas con patrimonios separados, lo cual hace difícil determinar la clara relación entre los daños a la persona jurídica de RCTV y la supuesta pérdida de valor de las acciones.
Al respecto, la CIDH descartó las afectaciones materiales que denunciaron las víctimas, daños generados por la citada “eliminación ilegal y arbitraria” de la concesión sobre el costo de la empresa y sobre el precio de las acciones, puesto que la renovación de la concesión no era un derecho adquirido y los socios, por tal razón, no pueden exigir afectaciones económicas como propiedad.
La Corte consideró que en este caso no se ha demostrado que el Estado haya vulnerado el derecho a la propiedad privada de las posibles víctimas, según el artículo 21 de la Convención.

#### Consecuencias del cierre de Radio Caracas Televisión
Como primera consecuencia estaba el comienzo de graves problemas en materia comunicacional, ya que traería falta de información y la visión contraria al gobierno. En segundo lugar, más de mil empleados quedaron sin trabajo, incluidos personal de limpieza, ingenieros y seguridad, provocando un índice de desempleo en crecimiento. Más de mil familias no tendrían ingreso monetario en casa.
Muchos venezolanos que crecieron que con dicho canal, el más antiguo del país, verían el final de su emisión por las medidas represivas del gobierno contra los medios de comunicación. Posterior al cierre de RCTV, bajo los mismos objetivos, pero con distinta metodología comenzaron las censuras en distintos medios de comunicación, contribuyendo a un sesgo informativo para el país.

## Reparaciones
La Corte consideró que su sentencia constituye de por sí una forma de reparación. Además de eso ordenó al Estado:
1. Restablecer la concesión de la frecuencia del espectro radioeléctrico correspondiente al canal 2 de televisión y devolver los bienes objetos de las medidas cautelares.
2. Una vez que se efectúe el restablecimiento de la concesión a RCTV, en un plazo razonable ordene la apertura de un proceso abierto, independiente y transparente para el otorgamiento de la frecuencia del espectro radioeléctrico del canal 2 de televisión, siguiendo para tal efecto el procedimiento establecido en la LOTEL o en la norma interna vigente.
3. Realizar las publicaciones dispuestas.
4. Tomar las medidas necesarias a fin de garantizar que todos los futuros procesos de asignación y renovación de frecuencias de radio y TV que se lleven a cabo, sean conducidos de manera abierta, independiente y transparente.
5. Pagar las cantidades fijadas por concepto de indemnizaciones por daño material e inmaterial y reintegro de costas y gastos.

### Final de transmisión
Cercana a la hora de cierre, se canceló toda publicidad que se venía cumpliendo durante el día para enfocar la transmisión. El domingo 27 de mayo fue un día emotivo para muchos venezolanos, ese día se llevaron a cabo retransmisiones con mayor audiencia, programas especiales para dar pie a la hora final. Así fue como a las 11:58 minutos presentó a sus trabajadores de todas las áreas, actores y compañeros del medio cantando el himno nacional de Venezuela. Al marcar las 12am la señal se apagó, dejando 53 años de transmisión.

### Opinión popular
Según una encuesta realizada por Datanálisis en abril de 2007, el 70,8 % de los venezolanos consideraba negativo e inaceptable que el gobierno nacional no renueve la concesión a Radio Caracas Televisión (RCTV). El ministro William Lara, desestimó el uso de la encuesta a favor de RCTV así como sus resultados, catalogando a esta información falsa.[cita requerida]

## Marcel Granier y grupo 1BC
Marcel Granier es un empresario venezolano. Granier es el presidente de Radio Caracas Televisión (RCTV) y el gerente general de Empresas 1BC, la cual fue fundada en la década de 1920 por el empresario estadounidense William H. Phelps, quien inauguró la importadora Almacenes Americanos, en donde se vendían productos para el hogar; así como la compañía Automóvil Universal, una importadora, comercializadora y ensambladora de autos, que ofrecía vehículos de la Ford.